# Dírham

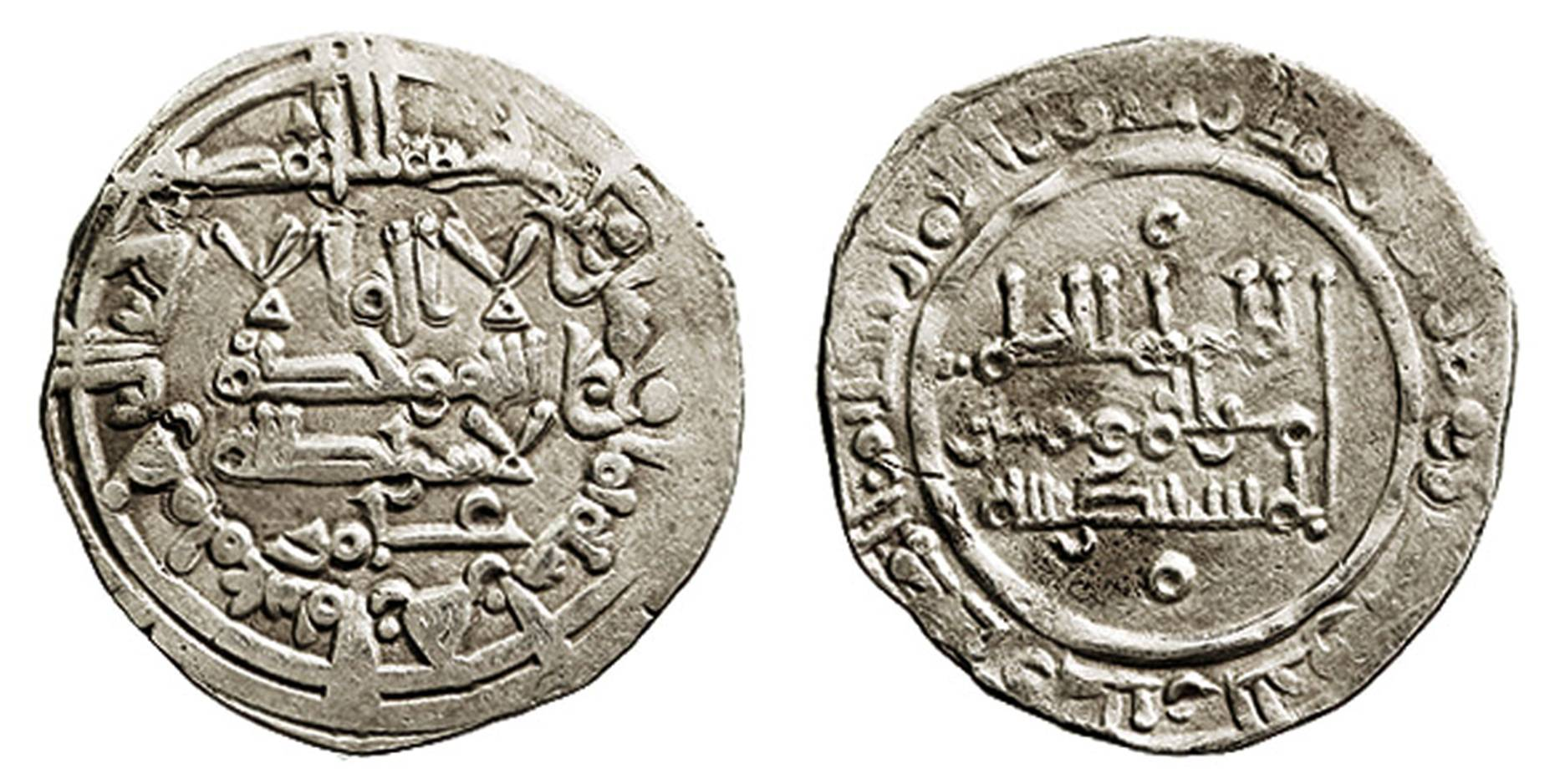
Dírham de plata de Alhakén II, Califa de Córdoba (961-976).

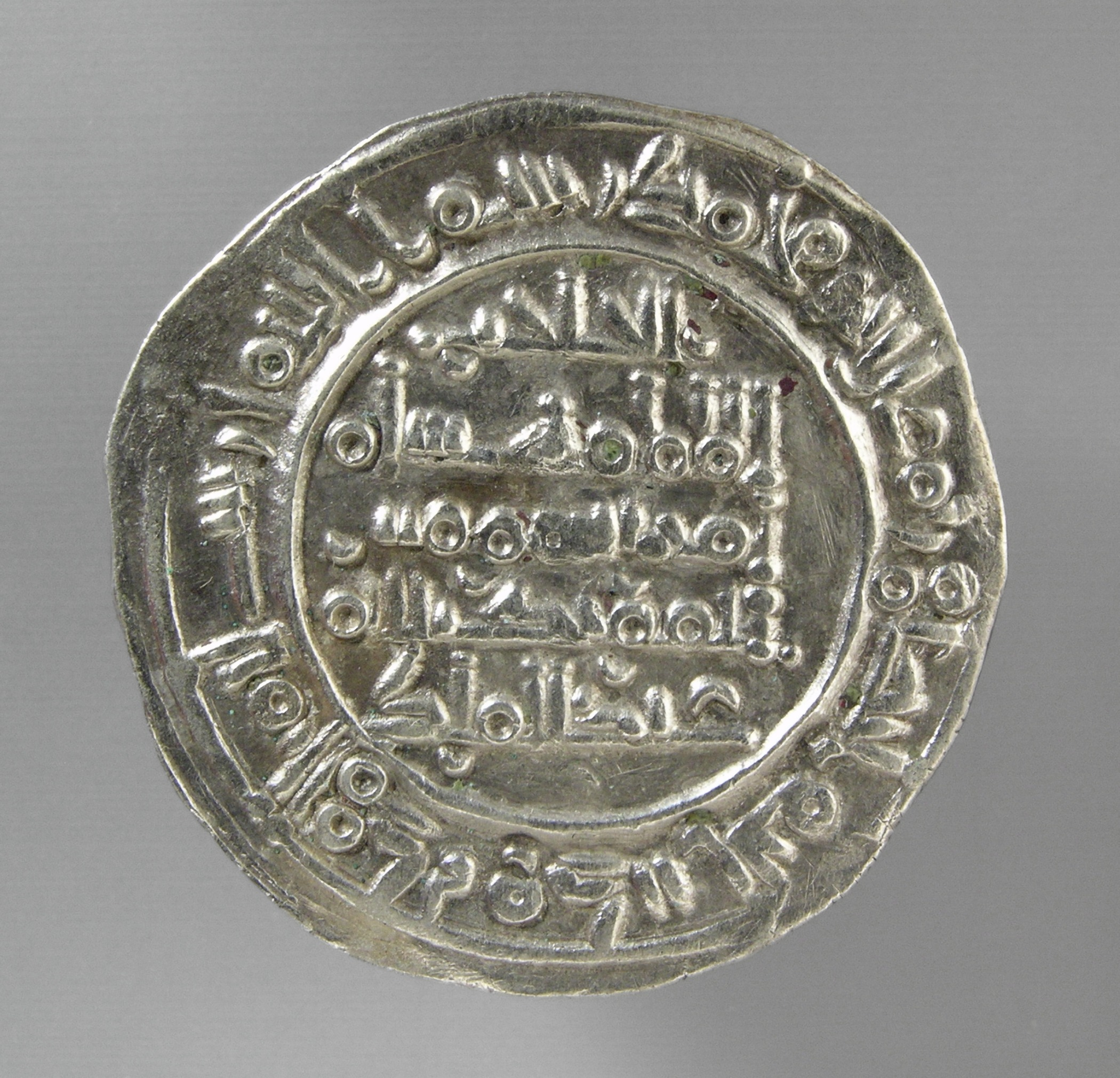
Dírham de plata emitido en 1002 de Hisham II, Califa de Córdoba.

El dírham o dírhem (en árabe: درهم) era una antigua moneda de plata utilizada en varios puntos del mundo islámico que valía la décima parte del dinar de oro. El nombre dírham procede del griego dracma (δραχμή). Las monedas actualmente en circulación con este nombre son:
- Dírham de los Emiratos Árabes Unidos.
- Dírham marroquí.